# Göran Persson (född 1960)
Bertil Göran Persson (i riksdagen kallad Göran S Persson i Simrishamn), född 4 februari 1960 i Östra Nöbbelövs församling i Kristianstads län, är en svensk politiker (socialdemokrat). Han var ordinarie riksdagsledamot 2002–2010, invald för Skåne läns norra och östra valkrets.
I riksdagen var Persson ledamot i kulturutskottet 2002–2010. Han var även suppleant i miljö- och jordbruksutskottet, näringsutskottet och utbildningsutskottet.
Persson är lokalpolitiker i Simrishamn.
Till yrket är han skötare.